# John E. Rogers
| 9883 Veecas       | 8 ottobre 1994  |
| 10168 Stony Ridge | 4 febbraio 1995 |

John E. Rogers (...) è un astronomo statunitense.
Il Minor Planet Center gli accredita le scoperte di tre asteroidi, effettuate tra il 1994 e il 1995, di cui due in collaborazione con Jack B. Child.